# Bryan Braman
Bryan Braman (Spokane, Washington, 4 de mayo de 1987-Seattle, Washington, 17 de julio de 2025) fue un jugador estadounidense de fútbol americano que jugó siete temporadas con tres equipos en la NFL en la posición de linebacker y fue campeón del Super Bowl LII.

## Carrera

### Universidad
Braman aceptó jugar fútbol americano con los Idaho Vandals, pero no funcionó. Luego entró de depresión mientras estaba en Idaho. Braman luego pasó a jugar con los Long Beach City College Vikings.
Debido a que Braman estuvo un año sin jugar en la NCAA luego de abandonar Idaho, sus ofertas para jugar se limitaron a la Division II. Aceptó una oferta de West Texas A&M Buffaloes por sobre las de Central Washington Wildcats y Midwestern State Mustangs. Braman en su último año ayudó al equipo a ganar el campeonato de la Lone Star Conference South en 2009, aunque Braman solo jugó en cinco partidos luego de ser suspendido por posesión de psilocibina. Braman se declaró culpable en junio de 2011, por lo que fue sentenciado a un año de probatoria y a pagar una multa de $2,000; pero un mes después de la sentencia, se archivó el caso y quedó libre de cargos.

### Profesional
Braman fue contratado por los Houston Texans en 2011 sin haber sido seleccionado en el Draft, siendo el favorito de los aficionados en los equipos de patada en 2011. En el último partido de la temporada ante los Tennessee Titans tackleó al pateador Marc Mariani con la cabeza sin llevar el casco. En 2012 Braman fue seleccionado como suplente para el Pro Bowl. Braman fue conocido por bloquear varias patadas de despeje, incluyendo una para touchdown ante los Indianapolis Colts.
El 12 de marzo de 2014 Braman firmó un contrato de dos años y $3.15 millones con los Philadelphia Eagles. El 23 de agosto de 2017 Braman firma con los New Orleans Saints. Fue colocado en la ligas de reservas de lesionados de 10 días, y fue liberado en 9 de septiembre. 
El 12 de diciembre de 2017 Braman regresa a los Eagles. En la ronda divisional ante los Atlanta Falcons Braman le bloqueó una patada de despeje a Matt Bosher en la victoria por 15–10. Los Eagles llegaron al Super Bowl LII donde vencieron a los New England Patriots 41–33, partido en el que Braman tuvo una tackleada.

## Enfermedad y muerte
El 3 de julio de 2025 se dio a conocer que Braman batallaba con un raro y agresivo tipo de cáncer, y la campaña GoFundMe buscó recaudar $25,000 para el tratamiento médico. La colecta alcanzó los $88,000, incluyendo una donación de $10,000 de quien fuera compañero de equipo en los Texans J. J. Watt.
Braman murió de cáncer el 17 de julio de 2025 a los 38 años. Le sobreviven dos hijas.